# Gongylosoma longicauda
Gongylosoma longicauda — вид змій родини полозових (Colubridae). Мешкає в Індонезії і Малайзії.

## Поширення і екологія
Gongylosoma longicauda мешкають на індонезійських островах Суматра і Ява, а також на Калімантані, як на території Індонезії, так і на території малазійських штатів Сабах і Саравак. Вони живуть у вологих тропічних лісах, на висоті до 600 м над рівнем моря.